# Gagea tisoniana
Gagea tisoniana là một loài thực vật có hoa trong họ Liliaceae. Loài này được Peruzzi, Bartolucci, Frignani & Minut. mô tả khoa học đầu tiên năm 2007.